# Chanda Dancy

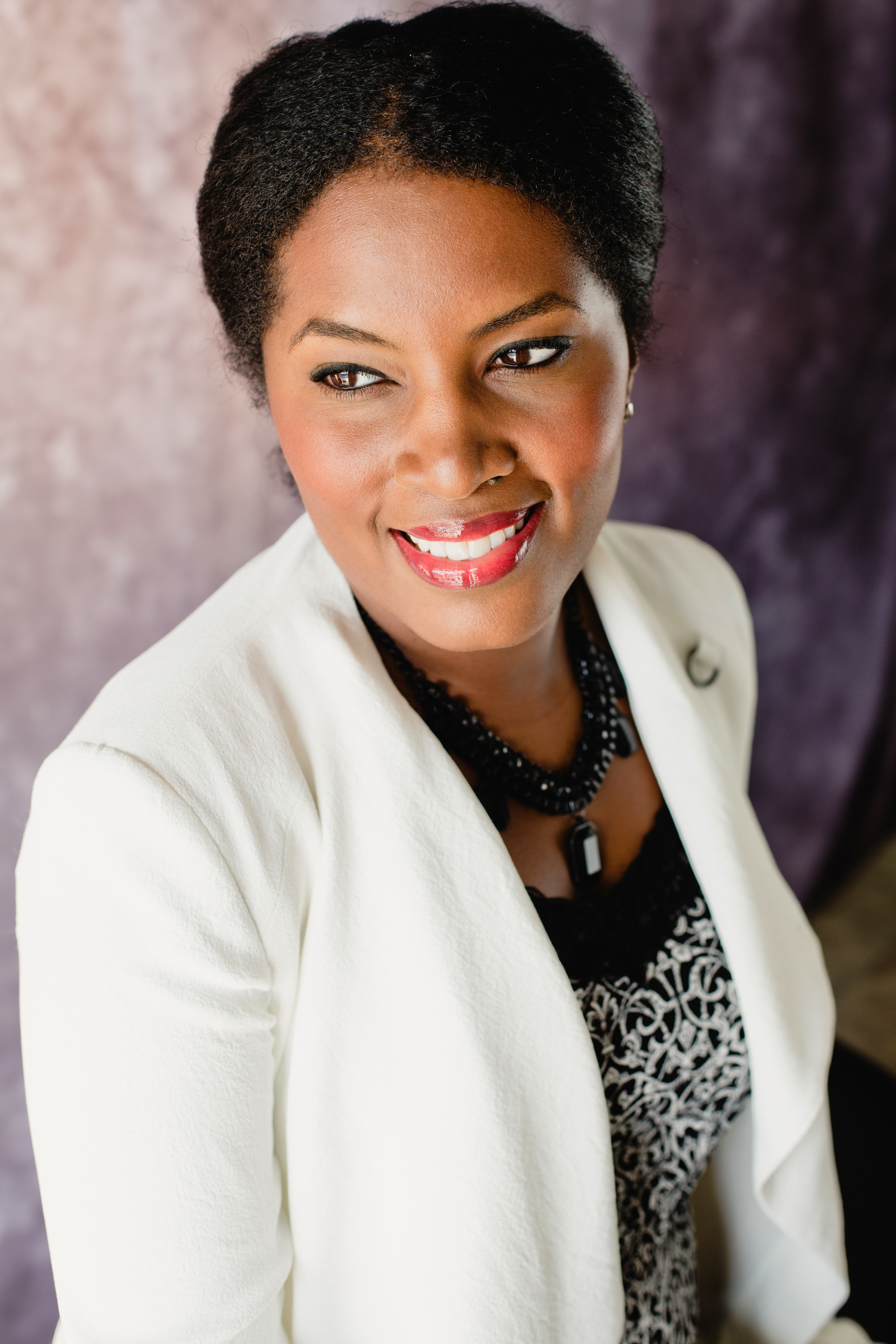
Chanda Dancy (2014)

Chanda Yvette Dancy (* 14. November 1978 in Houston, Texas) ist eine US-amerikanische Filmkomponistin und Musikerin.

## Leben und Karriere
Chanda Dancy wurde 1978 in Houston, Texas geboren; sie hat einen jüngeren Bruder. Bereits im Kindesalter spielte Dancy Klavier und Violine, woraufhin sie mit zwölf Jahren mit dem Komponieren klassischer Konzerte begann und schließlich ein Musikstudium an der Houston Baptist University absolvierte. Anfang der 2000er Jahre folgte eine Vertiefung in Filmkomposition an der University of Southern California unter der Leitung von Mike Post, ehe sie 2002 das Pete-Carpenter-Stipendium erhielt. Mit diesem besuchte Dancy die University of Miami, wo sie von der American Society of Composers, Authors and Publishers mit dem Henry-Mancini-Preis für Komposition ausgezeichnet wurde.
Dancys Arbeit in der Unterhaltungsindustrie begann Mitte der 2000er Jahre mit der Komposition von zahlreichen Kurzfilmen und Indie-Produktionen, mit denen sie auf Filmfestivals wie Sundance, Slamdance oder der Viennale vertreten war. Da das Budget oft nicht ausreichte, um andere Musiker oder sogar ein ganzes Orchester zu engagieren, spielte Dancy die von ihr komponierte Filmmusik dabei zumeist selbst ein und übernahm auch die Nachbearbeitung. Die so entstandenen Soundtracks veröffentlichte sie oftmals digital im Selbstverlag, ehe Dancy 2014 das Komponieren von Filmmusik zum Hauptberuf machte und zusätzlich das Postproduktionsstudio Cyd Post gründete. Ende der 2010er Jahre wurden schließlich größere Filmstudios auf ihre Arbeit aufmerksam und engagierten sie als Komponistin für die Fernsehserie Schatten der Mörder – Shadowplay (2020), mit der Dancy ihren Weg nach Hollywood fand.
Zu Beginn der 2020er Jahre komponierte Dancy zunächst die Musik für den Dokumentarfilm Aftershock (2022), der unter anderem für zwei Critics’ Choice Documentary Award nominiert wurde. Im selben Jahr war sie als Komponisten für das Kriegsdrama Devotion tätig, wofür sie im Rahmen der Oscarverleihung 2023 auf der Shortlist der Kategorie Beste Filmmusik berücksichtigt wurde. Dancy komponierte 2022 ebenfalls die Filmmusik zum Whitney-Houston-Biopic I Wanna Dance with Somebody, ehe im Folgejahr die Neowesternserie Lawmen: Bass Reeves folgte.
Dancy lebt in Los Angeles. Neben ihrer Tätigkeit als Komponistin war sie auch als Musikerin in der Indie-Rockband Modern Time Machines aktiv, für die sie Violine sowie Keyboard spielte und sang. Daneben berät sie den Reel Change Film Fund, der Stipendien an angehende Komponisten vergibt. Ende der 2010er Jahre bekam Dancy einen Sohn, den sie allein großzieht.

## Filmografie (Auswahl)
- 2005: Chandler Hall
- 2013: Human Meat – Mörder. Kannibale. Zombie. (Pretty Dead)
- 2013: La navaja de Don Juan
- 2015: Everything Before Us
- 2015: Piled Higher and Deeper: Still in Grad School
- 2018: My Teacher, My Obsession
- 2018: Trasher Road
- 2019: Scare BNB (Fatal Getaway)
- 2019: A Model Kidnapping
- 2019: Fear Bay (Killer Cove)
- 2019: After We Leave
- 2020: Dramarama
- 2020: Pigeon Kings
- 2020: Expectant
- 2020: Schatten der Mörder – Shadowplay (Shadowplay, Fernsehserie)
- 2021: Raise Your Hand
- 2022: Aftershock (Dokumentarfilm)
- 2022: Devotion
- 2022: Whitney Houston: I Wanna Dance with Somebody
- 2023: Lawmen: Bass Reeves (Miniserie)
- 2024: Blink Twice
- 2025: One of Them Days
- 2025: Ich weiß, was du letzten Sommer getan hast (I Know What You Did Last Summer)